# Коюконы

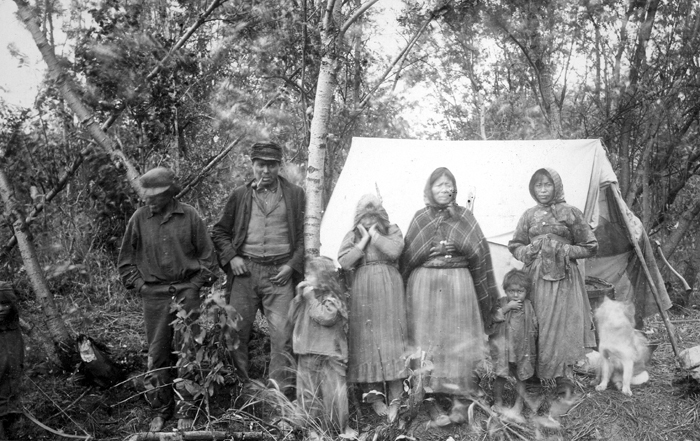
Коюконы. 1898 год

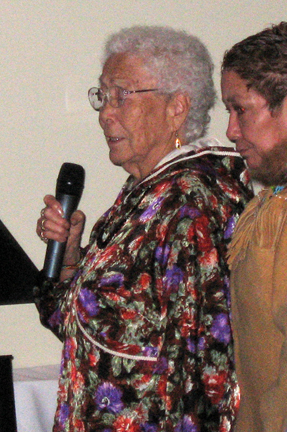
Современные коюконы

Коюконы  — атабаскский народ проживающий в основном между реками Коюкук и Юкон; одна из 11 групп атабасков внутренней Аляски. Численность более 2 тыс.чел. (оценка Центра языков коренных народов Аляски). В основном коюконы говорят коюконском и английском языках. Некоторая часть коюконцев, проживающих на юге США и в Мексике говорят на языках на-дене.
Верующие — в основном христиане, часть — анимисты.

## История
Первые европейцы, вошедшие в территорию коюконцев, стали русские, подошедшие к реке Юкон в поселение Нулато во главе с сотником П. В. Малаховым в 1838 году. В поселении они обнаружили железные горшки, стеклярус, одежды ткани и табак, которыми долгое время прибрежные эскимосы вели торговлю с русскими. Эпидемии оспы, пришедшие вместе с русскими, вызвали высокую смертность в поселении. В последующих годы инфекционные заболевания резко сократили коюконов, у которых не было иммунитета к этим болезням.
Постоянные насилия и поборы со стороны поселенцев и торговцев пушниной привели к восстанию индейцев против русских, в ходе которого 16 февраля 1851 года вырезана была значительная часть населения форта Нулато, всего, по разным данным, от 40 до 50 человек, в том числе 15 православных.
Относительная изоляция народа от европейцев сохранилась до 1898 года, когда во время золотой лихорадки европейцы прибыли в поиске золота.